# Gleadovia
Gleadovia – rodzaj roślin z rodziny zarazowatych (Orobanchaceae). Należy do niego 5 gatunków. Zasięg rodzaju obejmuje Himalaje, południowe i południowo-wschodnie Chiny. Są to rośliny pasożytnicze (pasożyty całkowite, bezzieleniowe).

## Morfologia
PokrójBezzieleniowe, nagie rośliny zielne o pędach prosto wzniesionych, krótkich i bardzo mięsistych, często w dole spłaszczonych.
LiścieŁuskowate, siedzące, szeroko jajowate, tępo zakończone i całobrzegie.
KwiatyOkazałe, siedzące lub krókoszypułkowe. Kielich 5-działkowy, z ząbkami zaokrąglonymi, równej długości. Korona jasnoróżowa, o prostej rurce i omszonym brzegu. Górna warga sklepiona hełmiasto i znacznie większa od dolnej, która jest trójłatkowa. Pręciki 4, schowane w gardzieli korony. Zalążnia jajowata, z szyjką zwieńczoną tarczowatym znamieniem.
OwoceTorebki zawierające liczne nasiona.

## Systematyka
Pozycja systematyczna
Rodzaj z plemienia Orobancheae z rodziny zarazowatych (Orobanchaceae).
Wykaz gatunków
- Gleadovia banerjiana Deb
- Gleadovia guizhouense C.H.Yang & X.Y.Dai
- Gleadovia konyakianorum Odyuo, D.K.Roy & Aver.
- Gleadovia mupinensis Hu
- Gleadovia ruborum Gamble & Prain